# UCI Oceania Tour 2024
 (mars 2025).
Navigation
Édition précédente Édition suivante
L'UCI Oceania Tour 2024 est la 20e édition de l'UCI Oceania Tour, l'un des cinq circuits continentaux de cyclisme pour le cyclisme sur route masculin de l'Union cycliste internationale.

## Calendrier des épreuves
Une nouvelle course fait son apparition au calendrier.

### Janvier
| Date  | Course                    | Pays             | Classe | Vainqueur     | Équipe                   |
| ----- | ------------------------- | ---------------- | ------ | ------------- | ------------------------ |
| 10-14 | New Zealand Cycle Classic | Nouvelle-Zélande | 2.2    | Aaron Gate    | Nouvelle-Zélande         |
| 20    | Gravel and Tar Classic    | Nouvelle-Zélande | 1.2    | Josh Burnett  | MitoQ-NZ Cycling Project |
| 25    | Surf Coast Classic        | Australie        | 1.1    | Biniam Girmay | Intermarché-Wanty        |